# Klingenberg
Klingenberg es un municipio situado en el distrito de Suiza Sajona-Montes Metálicos Orientales, en el estado federado de Sajonia (Alemania). Su población a finales de 2016 era de unos 7000 habs. y su densidad poblacional, 80 hab/km².